# 怪奇大家族
『怪奇大家族』（かいきだいかぞく）は、テレビ東京系列局で放送されていた特撮テレビドラマ。テレビ東京と東宝の共同製作。全13話。製作局のテレビ東京では2004年10月3日から同年12月26日まで、毎週日曜 25:00 - 25:30 （日本標準時）に放送。

## 概要
『呪怨』の監督・脚本を務めた清水崇を始め、豊島圭介（怪談新耳袋シリーズ）、山口雄大（魁!!クロマティ高校）、村上賢司（怪談新耳袋シリーズ、工場萌えな日々）などのアンダーグラウンドな作品群を手掛ける映画監督たちによる、「思いっきり怖がらせた後に笑わせる」をコンセプトにした脱力系特撮ホラーコメディドラマ。
多くの小ネタやパロディも使われており、第9怪「脱出せよ! 忌野家呪いの迷路」では話の内容や劇中のセリフを『うる星やつら2 ビューティフル・ドリーマー』からそっくりそのままパロディにしている。
2006年2月からチャンネルNECOで再放送された。

## ストーリー
忌野家の一家6人が、開かずの間を持つある家に引っ越してきたところから始まる。主人公・清四の祖父・淵男が、忌野家に起こる不吉で重大なことを家族一同の前で告げようとした瞬間、不帰の人となる。その夜、開かずの間の扉が突然開き、清四の前に死んだはずの淵男が現れる。

## スタッフ
- 企画監修・原案：清水崇、豊島圭介
- 監督：清水崇、豊島圭介、山口雄大、村上賢司
- 脚本：新田隆男、加藤淳也、千葉雅子、向井康介
- イラストレーション：押切蓮介
- 特殊造型：原口智生
- 音楽：遠藤浩二
- エンディングテーマ：「その瞳のかげり」（歌：サザーランド）
- 製作：テレビ東京・東宝株式会社

## 登場人物
忌野 清四（いまわの きよし）
演：高橋一生
主人公、忌野家長男。22歳でフリーターということもあり、家族からの信頼は薄い。第一怪で死んだ淵男により（強制的に）霊能力を目覚めさせられ、忌野家の危機を救うという使命を持たされてしまう。ちなみに彼女いない歴22年の童貞。下着はブリーフ派で、動物イラストのTシャツを愛用。
忌野 恐子（いまわの きょうこ）
演：渋谷飛鳥
忌野家長女。しっかりものの高校3年生。霊能力はあるがオカルトを一切信じず、幽霊を目の当たりにしても気のせいと言い切る。以前は幽霊や妖怪の存在を信じていたが、小学校の教師による思想の強制によって怪奇現象などの類を信じなくなった。
忌野 治虫（いまわの おさむ）
演：モロ師岡
忌野家の婿養子で清四、恐子の父。オカルトが趣味でその手の知識は膨大だが、あまり役には立っていない。しかし霊感はまったく無く、家族の中で常に取り残されてしまっているが、それでもUFOとの交信に成功するなどやはり忌野家らしくどこか常人離れしている。職業はサラリーマン。
忌野 幽子（いまわの ゆうこ）
演：室井滋
清四、恐子の母。専業主婦で霊感はあるが、箱入り娘のまま育った天然ボケな性格のため、身の回りで怪奇現象が起きてもまったく気にせず、むしろ楽しんでいる。エビフライが得意料理で、食卓には常にエビフライが並んでいる。
忌野 淵男（いまわの ふちお）
演：藤村俊二
清四、恐子の祖父。もとから霊能力があり、家族にはそれを隠していた。第一怪で死んでしまうが、幽霊となって清四の前に現れる。心霊現象に悩む清四にいろいろとアドバイスをするが、微妙に役に立たない。
忌野 キワ（いまわの キワ）
演：石井トミコ
清四、恐子の祖母。元イタコで有能な霊能者だったらしいが、現在は半分ボケていて普段はお茶をすすっているだけ。しかし、一大事には事件解決のキーパーソンになることも。作る料理は洗脳が解けるほどにひどく不味い。
忌野 シバ（いまわの シバ）
演：元泉ぽん太
忌野家で飼われている柴犬。霊能力あり?
女幽霊アサミ
演：渋谷亜希
第一怪から登場する幽霊。男に振られて自殺後に幽霊となり、何の関係も無い清四の前に現れて驚かすも、優しく接してくれた（と勘違いして）清四につきまとう。目下の悩みは大量の抜け毛と吐血。忌野家に何らかの因縁があるようだ。
十中 八九郎（となか はちくろう）
演：増本庄一郎
セクシー美女
演：及川奈央
天中 殺子（てんちゅう さつこ）
演：山本彩乃
リー
演：津田寛治
B
演：須賀貴匡

## 放送リスト
参照 宇宙船DATA BOOK 2005
| 放送日   | サブタイトル                                 | 脚本            | 監督     |
| -------- | -------------------------------------------- | --------------- | -------- |
| 10月3日  | 第1怪「恐怖! 呪われた忌野家」                | 加藤淳也 清水崇 | 豊島圭介 |
| 10月10日 | 第2怪「恐怖! 治虫の知らない世界」            | 加藤淳也 清水崇 | 豊島圭介 |
| 10月17日 | 第3怪「恐怖! キワの茶飲み友達」              | 加藤淳也        | 山口雄大 |
| 10月24日 | 第4怪「恐怖! 呪いの絵画・恐怖! 呪いの右手」  | 加藤淳也        | 山口雄大 |
| 10月31日 | 第5怪「戦慄! 貴方好みの宇宙人」              | 向井康介        | 村上賢司 |
| 11月7日  | 第6怪「怪談! 赤線幽霊つやこ」                | 向井康介        | 村上賢司 |
| 11月14日 | 第7怪「怪奇! 呪いのゴスロリ」                | 千葉雅子        | 豊島圭介 |
| 11月21日 | 第8怪「実録! 仁義の冥土」                    | 千葉雅子        | 豊島圭介 |
| 11月28日 | 第9怪「脱出せよ! 忌野家呪いの迷路」          | 加藤淳也        | 山口雄大 |
| 12月5日  | 第10怪「恐怖! 清四呪いのカウントダウン」     | 加藤淳也        | 山口雄大 |
| 12月12日 | 第11怪「モーレツ! 清四の家族とあっちの世界」 | 新田隆男        | 清水崇   |
| 12月19日 | 第12怪「怪奇! …な旧・大家族」                | 新田隆男        | 清水崇   |
| 12月26日 | 最終怪「怪奇! …な大家族」                    | 新田隆男        | 清水崇   |

## 映像ソフト
2005年3月25日に全話収録のDVDボックスが発売された。

## 放送局
テレビ東京以外では以下の放送局で放送された。	
- テレビ大阪　日曜　25:05 - 25:35  10月3日スタート
- テレビ北海道　月曜　25:00 - 25:30	10月11日スタート
- テレビせとうち　水曜　24:55 - 25:25  10月13日スタート
- テレビ新潟　水曜　25:20 - 25:50  10月13日スタート
- びわ湖放送　水曜　26:00 - 26:30  10月13日スタート
- 高知放送　	金曜　26:14 - 26:44	 10月15日スタート
- TVQ九州放送　木曜　25:25 - 25:55	 10月21日スタート
- 奈良テレビ放送　水曜　25:40 - 26:10  11月10日スタート
- テレビ愛知　水曜　24:58 - 25:25  11月17日スタート
- 岐阜放送　木曜　25:35 - 26:05  11月18日スタート
- テレビ和歌山　金曜　19:30 - 20:00  11月19日スタート